# Jacques Legrand (Philatelist)

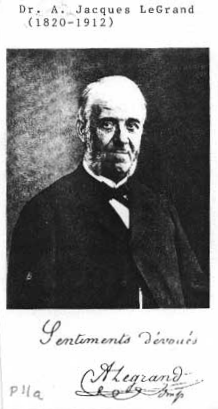
Dr. Jacques Legrand.

Jacques Amable Legrand (* 29. August 1820 in Frankreich; † 6. Juni 1912 ebenda) war einer der ersten französischen Philatelisten im neunzehnten Jahrhundert, einer der ersten Organisatoren im Bereich Philatelie und einer der ersten der in diesem Wissensgebiet forschten. Er hatte das Pseudonym Dr. Magnus.

## Leben
Er war für das Journal Le Timbrophile aktiv und zusammen mit Pierre Mahé erfand er den Zähnungsschlüssel.
Im Gegensatz zu Georges Herpin und Arthur Maury die den Begriff „Philatelie“ bevorzugten, wollte er das Sammelgebiet in „Timbrologie“ benennen. 
Am 14. Juni 1875 war er einer der Gründer der Société Française de Timbrologie, einer der wichtigsten philatelistischen Institutionen in Frankreich und betätigte sich als dessen Sekretär und Arthur de Rothschild war dessen Präsident. Zu den frühen Mitgliedern zählten Arthur Maury, trotz der Meinungsverschiedenheit über den Begriff „Philatelie“, und der Maler Gustave Caillebotte.
Legrand war Redakteur der „Le timbre fiscal“, die von Jean-Baptiste Moens seit Januar 1874 herausbrachte. Außerdem hatte er sowohl eine Rote, als auch eine Blaue Mauritius mit den Moens Nummern VI und VII in seiner Sammlung.

## Auszeichnungen
- 1906: Lindenberg-Medaille
- Ehrenmitglied der Fiscal Philatelic Society[1]

## Werke
- Les écritures et la légende des timbres du Japon, 1878. (Eine Studie über frühe japanische Briefmarken.)